# 新疆生产建设兵团第八师
新疆生产建设兵团第八师，简称第八师（前称新疆生产建设兵团农业建设第八师，简称农八师），是新疆生产建设兵团的师，为正地厅级单位。八师与新疆维吾尔自治区石河子市实行“师市合一”，管理团场位于昌吉回族自治州、塔城地区、克拉玛依市、石河子市境内。全师总面积6,007平方公里，总人口63.26万，师部驻地石河子市。

## 沿革
新疆生产建设兵团第八师前身可追溯至中华民国陆军整编第七十八师一部，于第二次国共内战末期宣布起义，加入中国人民解放军。
1949年12月，由起义的新疆国民党军七十八师二二七旅和一七八旅骑兵团等单位改编为中国人民解放军二十二兵团步兵第二十六师，师长罗汝正，政委王季龙。1950年，二十六师进驻宋胜宫、元兴宫、博尔通古、乌兰乌苏、小拐、泉水地、黄渠、石河子一带垦植拓荒。
1953年3月新疆军区整编。同年五月，二十六师编为新疆军区生产部队，更名为新疆军区农业建设第八师。秋季，师部由绥来县迁驻石河子新城。1954年10月7日，二十二兵团建制撤销，成立新疆军区生产建设兵团，农八师改隶新疆军区生产建设兵团。
1975年4月，新疆军区生产建设兵团及其所属师建制撤销，成立石河子地区，下辖石河子市、沙湾县、玛纳斯县以及原农八师全部农牧团场，农七师的一二一团、一二二团、一三二团、一三三团、一三四团、一三五团，以及玛纳斯新湖总场。1981年12月恢复新疆生产建设兵团建制，农八师建制同时恢复，与石河子市师市合一。

## 编制

### 领导机关
- 中国共产党新疆生产建设兵团第八师石河子市委员会
- 新疆生产建设兵团第八师
- 中国共产党新疆生产建设兵团第八师石河子市纪律检查委员会

### 团场
第八师现辖1个县级市、13个团、1个农场、2个镇（其中1个实行“团镇合一”管理体制）。
- 县级市：石河子市（含石河子镇）
- 团：一二一团（含一二二团）、一三三团（含一三二团）、一三四团（含一三五团）、一三六团、一四一团、一四二团、一四三团（含一五一团）、一四四团、一四七团、一四八团、一四九团、一五〇团、一五二团
- 农场：石河子总场北泉镇（原一四五团、一四六团）